# Оливер Поповић
Оливер Поповић (Титово Ужице, 18. март 1970) је бивши српски кошаркаш, а садашњи кошаркашки тренер. 

## Играчка каријера
Каријеру је почео у екипи Првог Партизана из Титовог Ужица (1984/85). Касније је наступао за Партизан из Београда (од 1986. до 1991. године), где није добио праву шансу као млад кошаркаш. Играо је и за ИМТ (1991/92), Борац из Чачка (1992/93), суботички Спартак (од 1993. до 1995), Беобанку (од 1995. до 1997. године).
Најзначајнији играчки период је имао у Црвеној звезди. У Звезду је стигао 1997. године из редова Беобанке. Одиграо је две сезоне у црвено-белом дресу и освојио шампионску титулу 1998. године. Забележио је 87 званичних мечева уз 794 постигнута поена (просек 9,1 по утакмици). По одласку из Звезде носио је дресове Локомотиве из Ростова (2000/01), Уникса из Казања (од 2001. до 2003) и грчког Марусија (од 2003. до 2005. године).

## Репрезентација
Са млађим категоријама репрезентације Југославије има освојене две златне медаље. Златну медаљу освојио је на Првенству Европе за кадете 1987. године у Мађарској, када је на пет мечева забележио 16 поена и на европском првенству за јуниоре 1988. у Југославији, када је имао просек од 7,1 поен по утакмици (50 поена, седам мечева).

## Тренерска каријера
По завршетку играчке каријере постао је тренер. Водио је Тамиш, Мега Исхрану, Визуру, Химик, Вршац, Крајову, Напредак Крушевац, Динамик, Нови Пазар и ужичку Слободу.
Током 2013. године је са Универзитетском селекцијом Србије освојио друго место на Медитеранским играма у Мерсину (Турска) и бронзану медаљу на Универзијади Казању у (Русија).

## Играчки успеси

### Партизан
- Првенство СФР Југославије (1): 1986/87.
- Куп СФР Југославије (1): 1989.
- Куп Радивоја Кораћа (1): 1988/89.
- Куп европских шампиона : треће место 1987/88.

### Црвена звезда
- Првенство СР Југославије (1): 1997/98.
- Куп Радивоја Кораћа : финале 1997/98.